# Grammia virgo
Grammia virgo är en fjärilsart som beskrevs av Carl von Linné 1758. Grammia virgo ingår i släktet Grammia och familjen björnspinnare. Inga underarter finns listade i Catalogue of Life.